# Menemerus modestus
Menemerus modestus là một loài nhện trong họ Salticidae.
Loài này thuộc chi Menemerus. Menemerus modestus được Wanda Wesołowska miêu tả năm 1999.